# Вашичек, Зденек
Зденек Вашичек, чеш. Zdeněk Vašíček (20 мая 1933 года, Брно, Чехия  — 13 апреля 2011 года, Брно) — чешский археолог и диссидент.
Учился на философском факультете Карлова университета, окончил в 1957 году. Работал в ряде музеев Чехии. В 1972 г. осуждён на 3 года лишения свободы за клевету на государственный строй. После освобождения работал рабочим. Один из подписавших «Хартию-77».
В 1975 г. чешский археолог Ярослав Малина выпустил объёмный труд «Археология: как и почему?», соавтором которого был Вашичек. Поскольку имя диссидента невозможно было указать в титуле, Малина обошёл этот запрет, неоднократно сославшись на Вашичка в списке литературы. Позднее книга переиздавалась, в том числе на английском языке, под именами обоих авторов. В 1990 г. был издан объёмный труд «Археология вчера и сегодня» в соавторстве Я. Малины, З. Вашичка и М. Звелебила, который также был переведен на английский язык.
С 1981 г. — в эмиграции, где преподавал в университетах Рима, Кембриджа, Бохума и Парижа. После падения коммунизма вернулся на родину, преподавал в университетах Праги и Брно.
Умер 13 апреля 2011 года.